# Jēkabpils
Jēkabpils (en alemany, Jakobstadt, en polonès, Jakubów) és una ciutat al sud-est de Letònia a mig camí entre Riga i Daugavpils a la riba del riu Daugava. Fins al 1999 fou la capital del comtat de Jekabpils. La part històrica de la ciutat està a la riba dreta, a la regió cultural de Jekabpils, mentre que la ciutat històrica de Krustpils (en alemany, Kreutzburg) està a la riba esquerra d'aquest, a Letgàlia. Les dues ciutats es van unir durant el domini soviètic amb el nom de Jekapbils el 1962 però reté el seu caràcter regional diferent. Jēkabpils també fou la seu d'una base aèria soviètica.

## Història
Excavacions arqueològiques fetes a prop la ciutat de Jekabpils donen evidències que aquest lloc fou un centre de comerç pels latgalians, una de les tribus letones i que ha estat habitat des del 1000 aC.
El bisbe de Riga va construir el castell de Krustpils (en alemany, Kreutzburg i en polonès, Krzyżbork el 1237. En el lloc que hi ha el castell ja hi havia un assentament prèviament, però a l'ombra d'aquest hi va créixer la ciutat de Krustpils. Aquesta ciutat va ser destruïda en diverses ocasions en guerres que va patir el país però va ser reconstruïda.
Durant el segle xvii un grup de Vells creients que fugien de Rússia es van assentar al llarg del riu Daugava. El 1670 el lloc, que havia crescut, va passar a ser anomenat Jēkabpils en honor del duc de Curlàndia, Jacob Kettler, que li va atorgar els drets de ciutat.
Hi ha una llegenda local sobre l'origen de la ciutat que diu que un dia, quan el duc estava casant, es va perdre. Llavors, va trobar-se un linz sota un avet al mateix temps que va veure la ciutat. Per això, la imatge de la ciutat en l'escut d'armes és un linx sota un avet.

## Geografia
La població de la ciutat de Jekabpils és de 25.883 habitats. Les dues parts històriques de la ciutat - Krustpils i el Jēkabpils històric - són connectats mitjançant un pont sobre el riu Daugava.

## Demografia
El gener de 2013 la ciutat tenia 25.883 habitants.
Segons el cens de població de Jēkabpils del 2011, el 61,9% de la seva població eren letons, el 27,6% eren russos, el 3% eren belarussos, el 2,8% polonesos, l'1,6% eren ucraïnesos i el 3,1% eren d'altres grups humans.

## Monuments

### Jekabpils
S'han conservat bé els edificis antics de la part vella de la ciutat. A l castell de Jekabpils hi ha el Jekabpils History Museum.

### Comtat de Jekabpils
Al parc de Strūves hi ha un dels punts originals de l'Arc geodèsic de Struve. A Tadenava hi ha un museu memorial sobre el poema letó Rainis. També hi ha els castellsl de Justine i Dignaja. El punt més alt de Selònia -Ormaņkalns- és en la zona de Klauze. Entre Nereta i Aknīste hi ha un museu memorial sobre el famós escriptor letó, Jānis Jaunsudrabiņš.

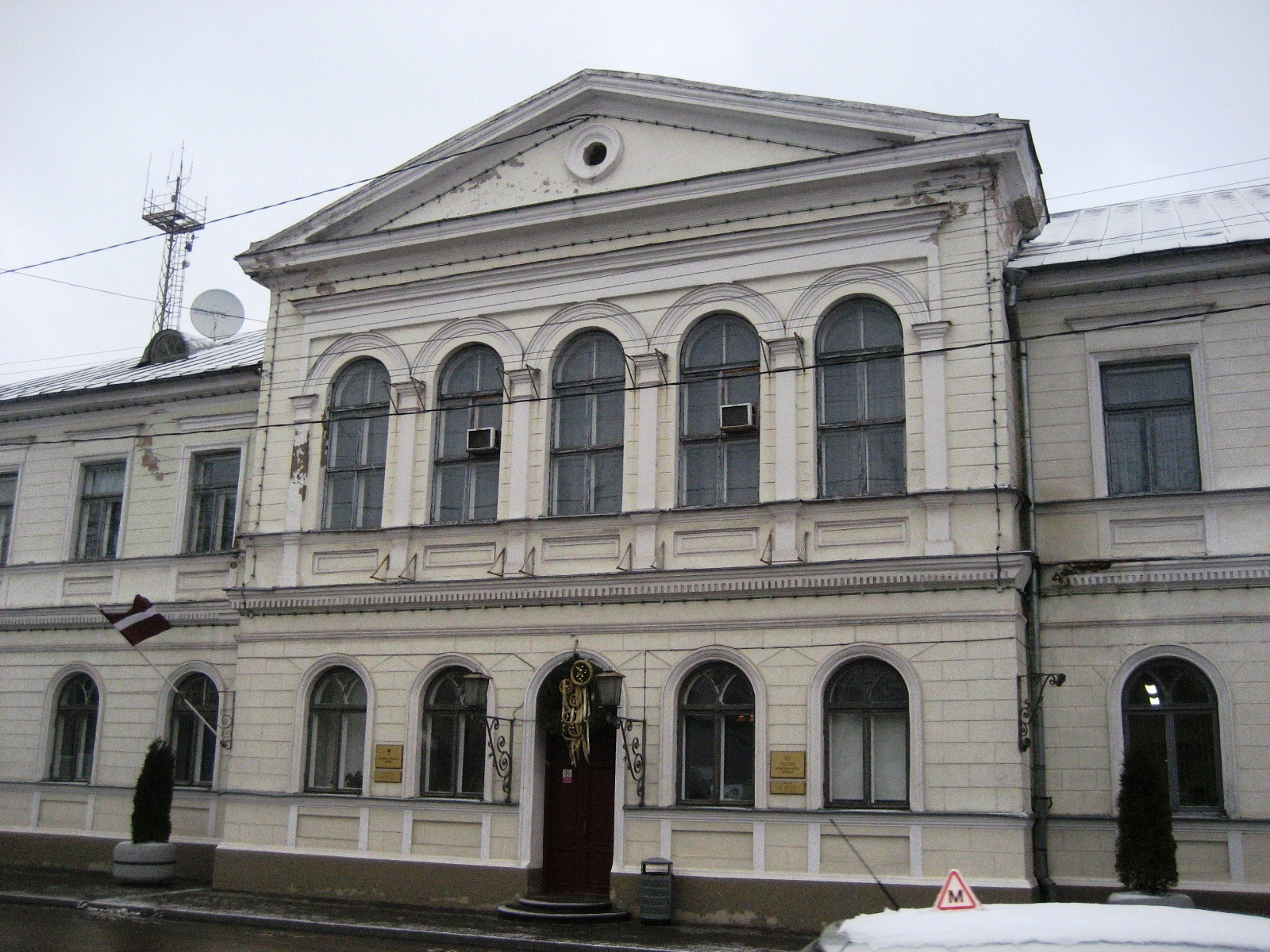
Jēkabpils city council
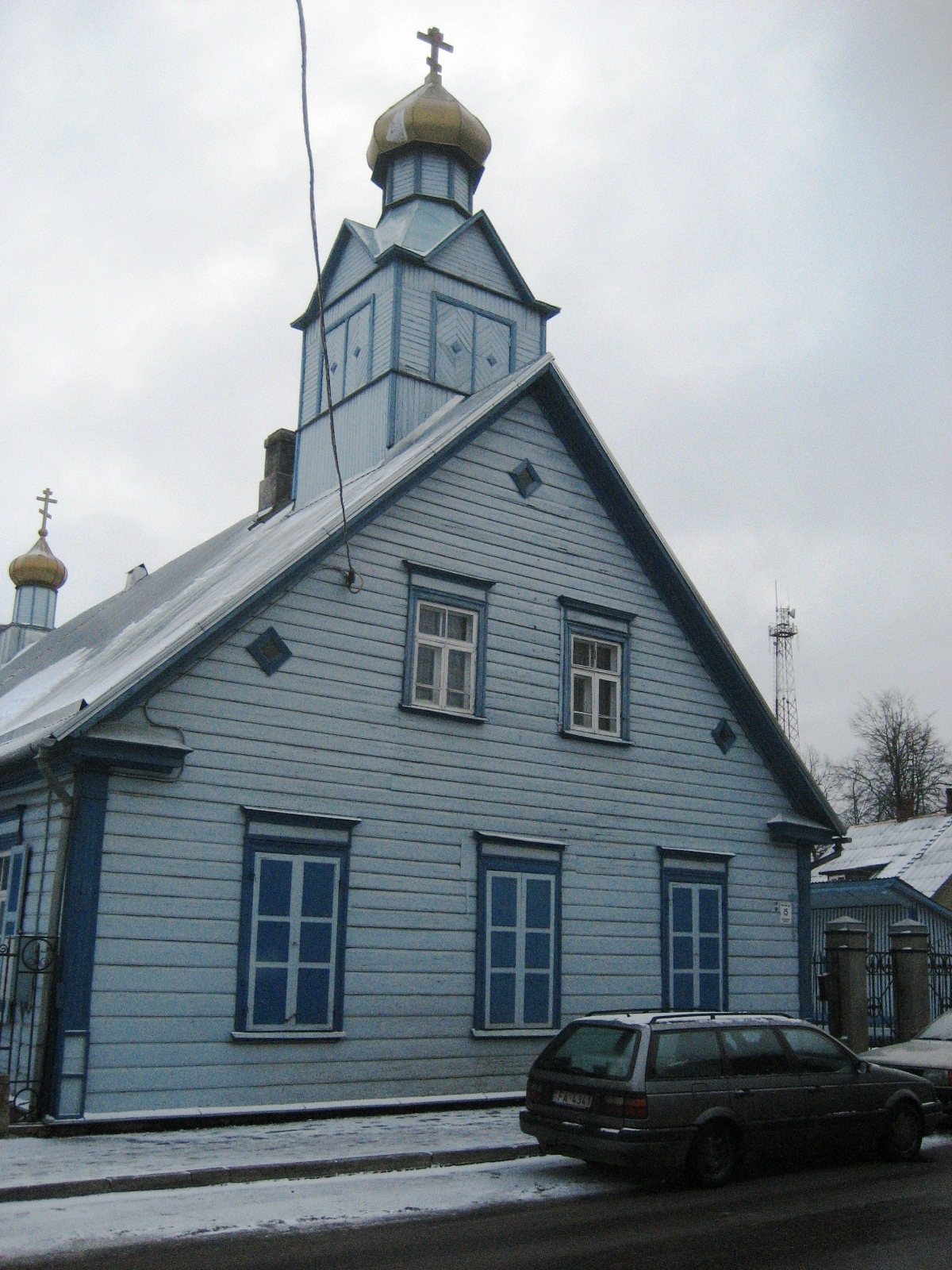
Old believers church in Jēkabpils
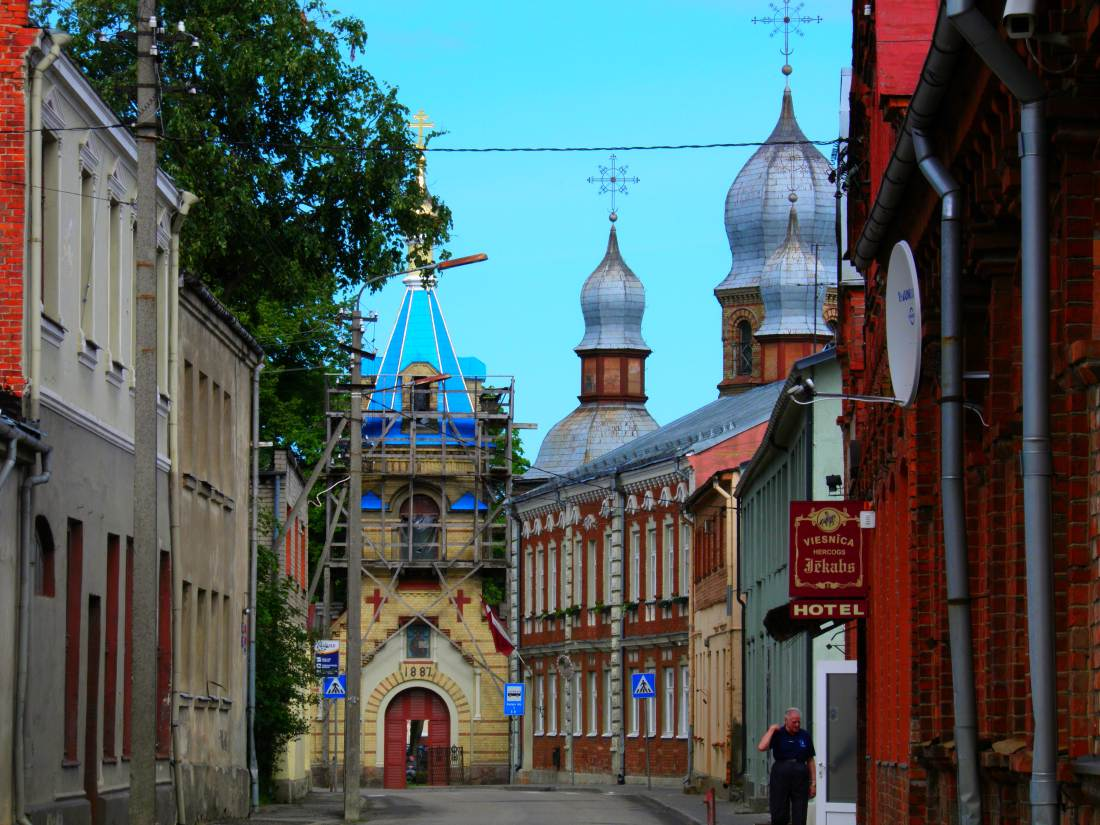
Jēkaba street and Holy Spirit Monastery elements
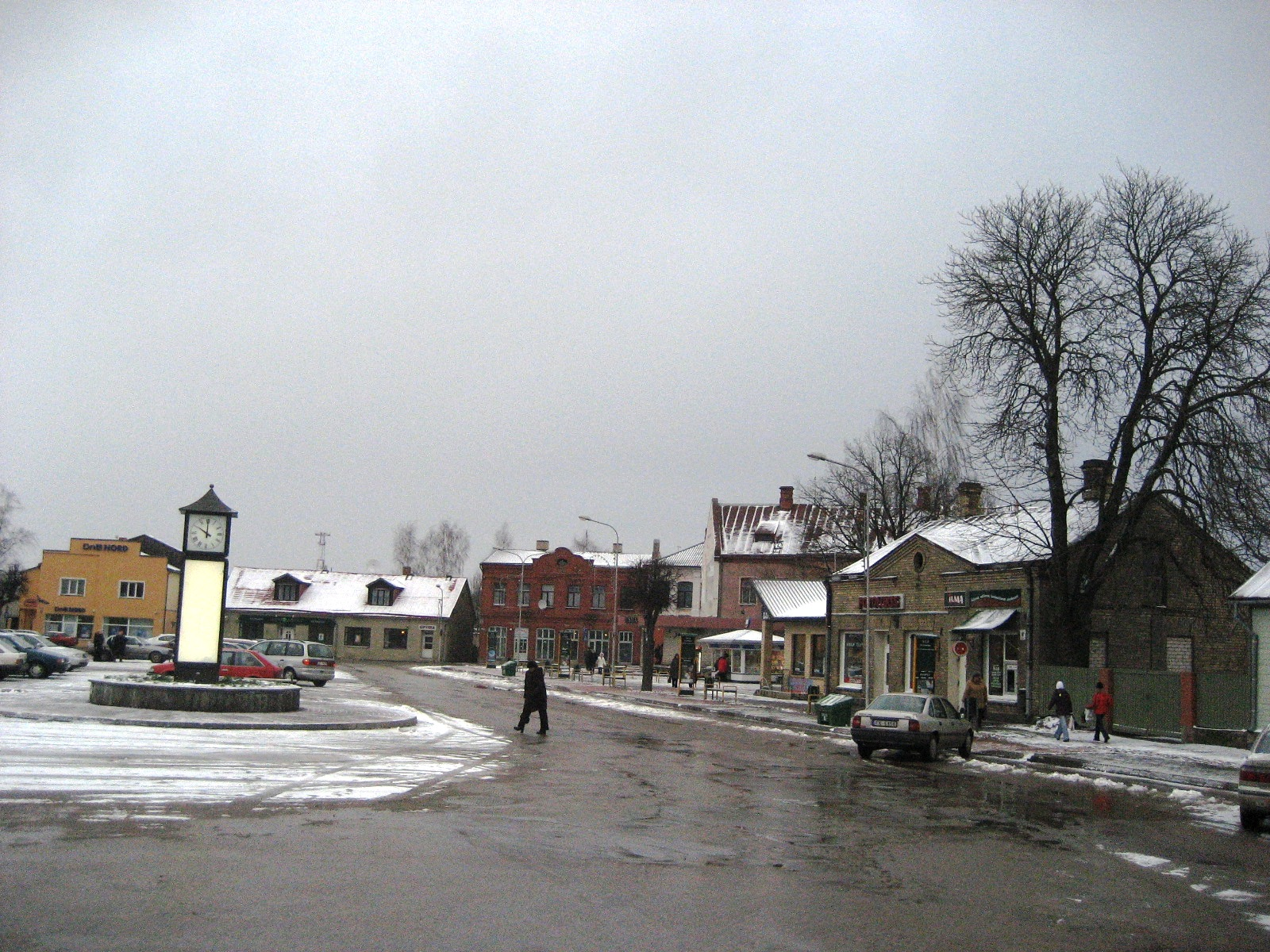
Jēkabpils central square
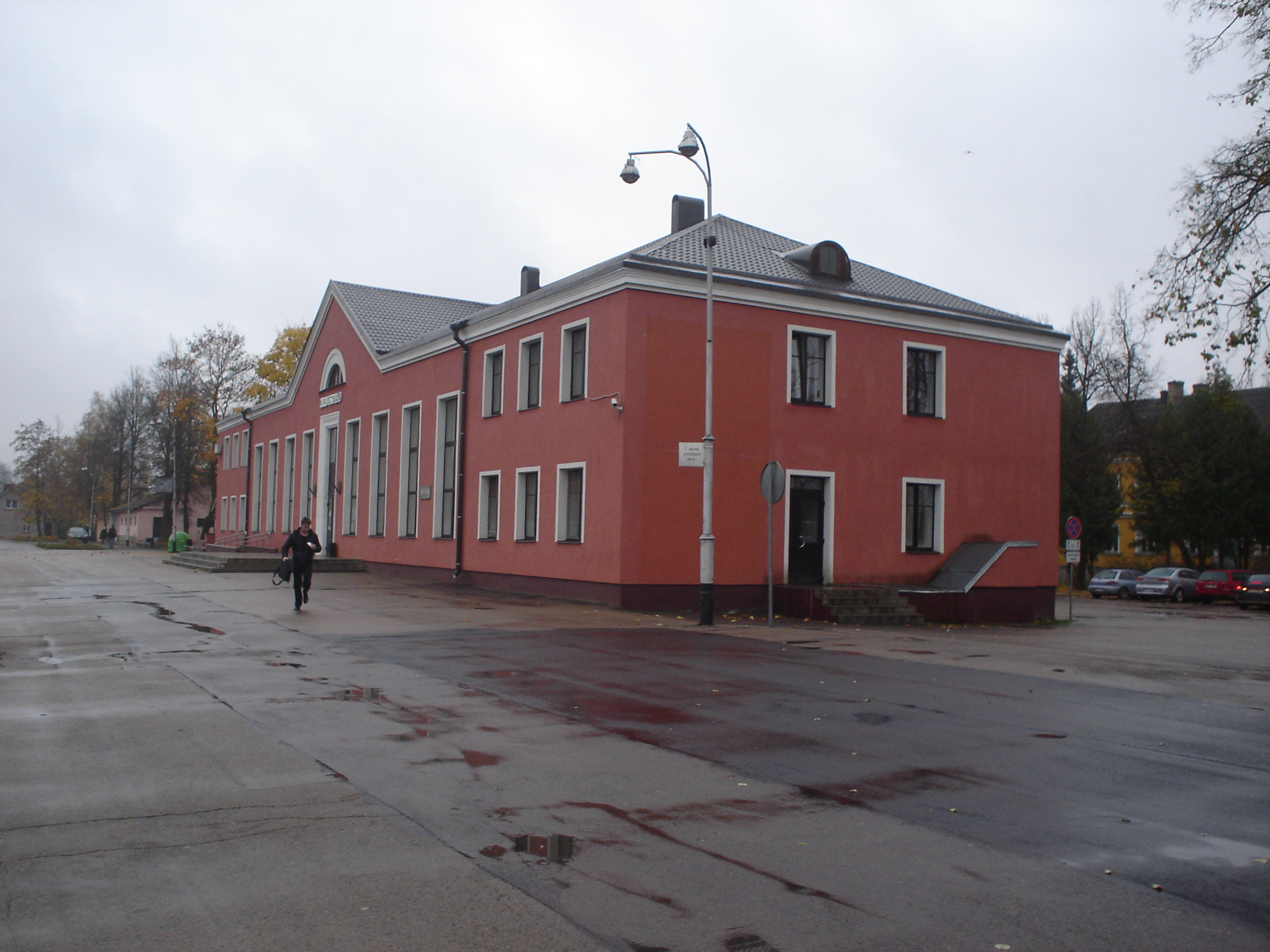
Krustpils railway station in Jēkabpils
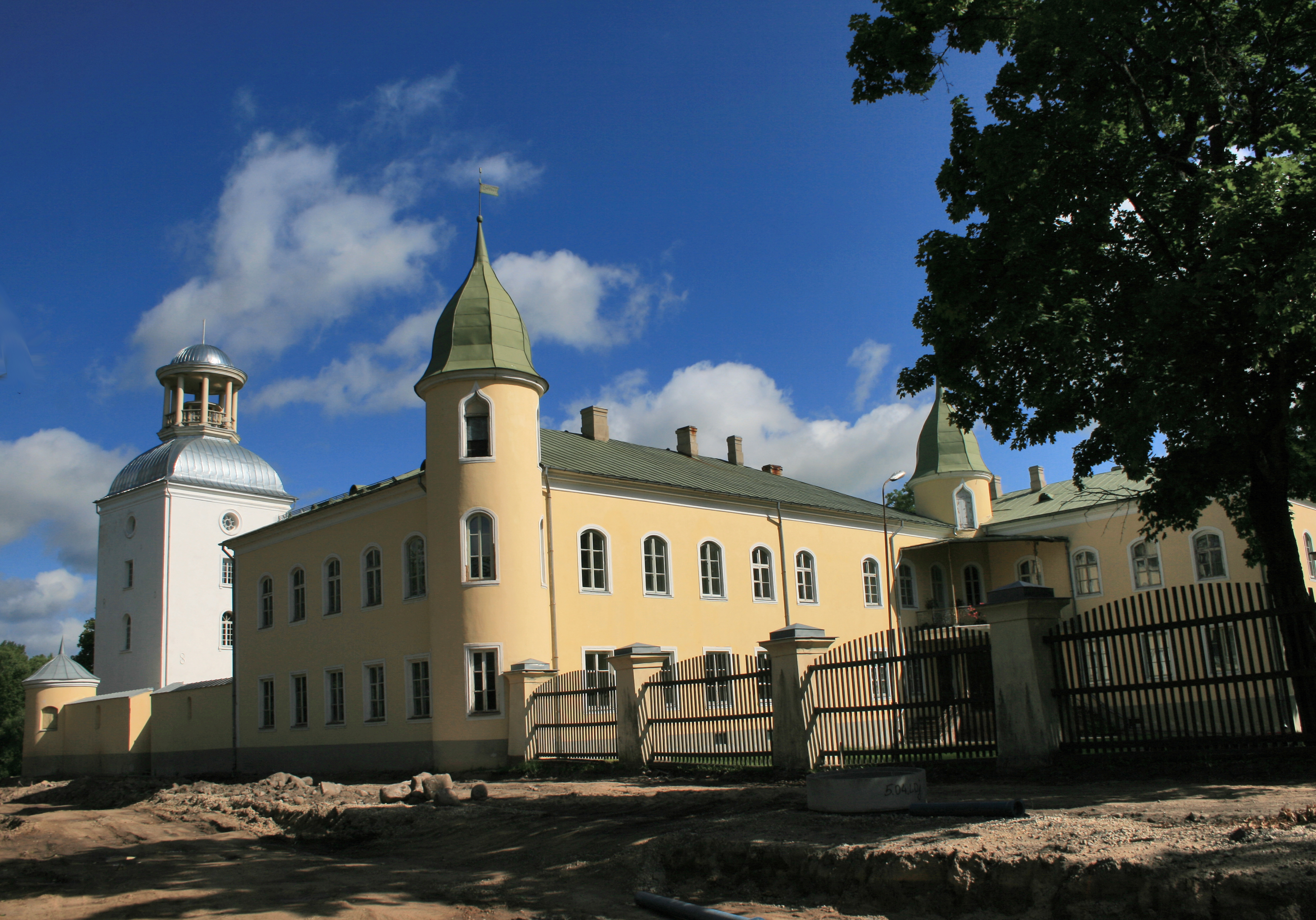
Castell de Krustpils
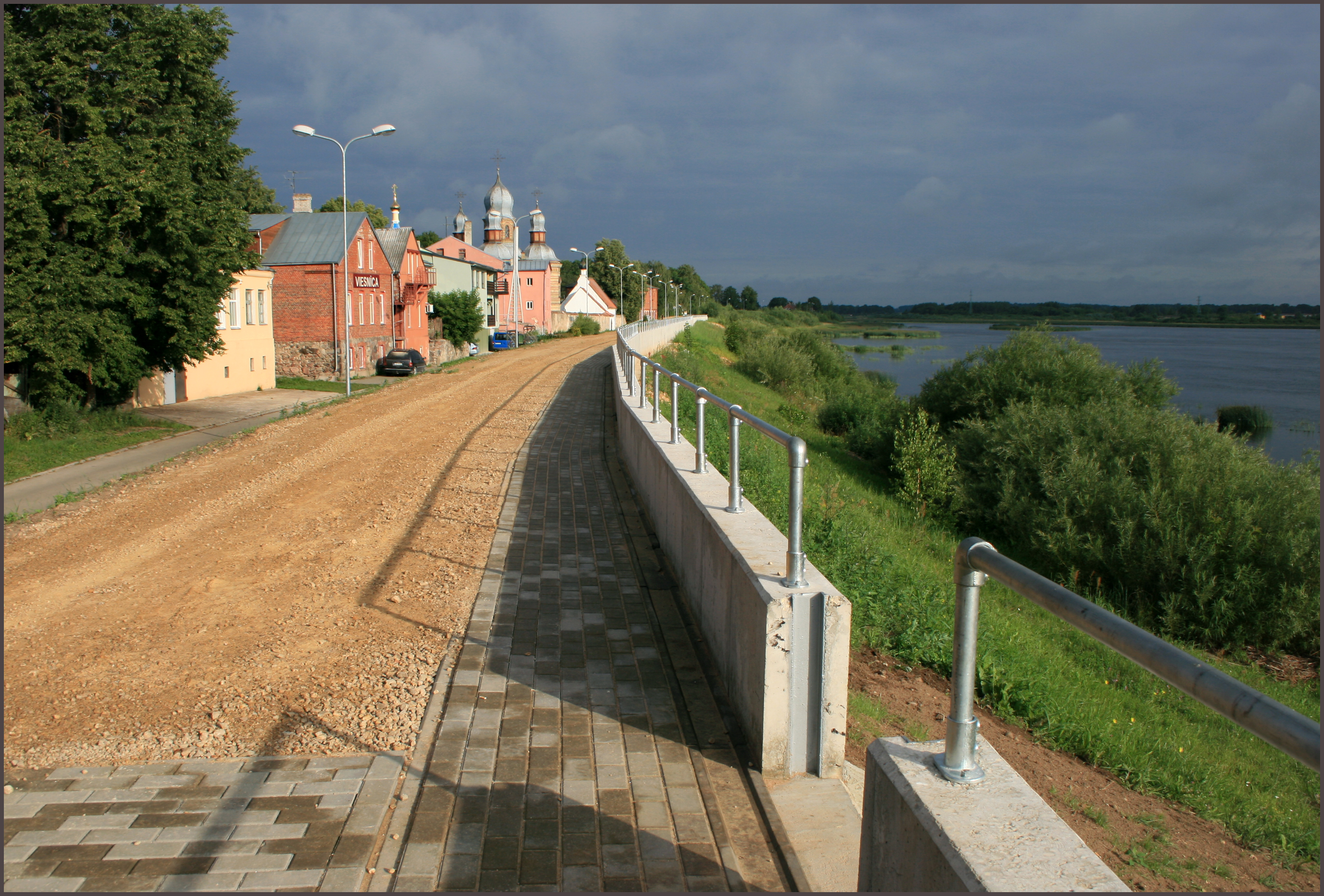
Pļaviņu iela (street) and Daugava River levee